# Armata Rossa Giapponese
L'Armata Rossa Giapponese (ARG, in giapponese 日本赤軍?, Nihon Sekigun anche Brigata Internazionale Anti Imperialista, Nippon Sekigun, Nihon Sekigun, la Brigata della Guerra Santa e il Fronte Democratico contro la Guerra) era un gruppo terroristico fondato da Fusako Shigenobu negli anni '70 del XX secolo in Libano. Il gruppo era composto da militanti comunisti giapponesi.

## Storia
Formatosi  nel febbraio 1971, dopo il distacco dalla Lega Comunista Giapponese - Fazione dell'Armata Rossa. Il gruppo ha avuto circa 400 membri, e ha rappresentato uno dei più conosciuti gruppi armati di sinistra nel mondo. L'ARG ha stretti legami con il Fronte Popolare per la Liberazione della Palestina. Dai primi anni '80 l'ARG smise le attività in Giappone e dipese dal Fronte Nazionale per i finanziamenti, l'addestramento ed il rifornimento di armi. L'organizzazione venne sciolta il 14 aprile 2001.

## Ideologie ed obiettivi
Gli obiettivi del GRA erano di rovesciare la monarchia giapponese ed iniziare una rivoluzione mondiale.

## Membri
1. Haruo Wako, leader arrestato nel febbraio 1997 e morto nel novembre 2023
2. Osamu Maruoka, leader arrestato nel novembre 1987 e morto nel maggio 2011
3. Fusako Shigenobu, fondatrice e leader arrestata ad Osaka nel novembre del 2000. La cattura ha sorpreso in molti, visto che si pensava che abitasse in Libano. Shigenobu è accusata di aver orchestrato attacchi, rapimenti e dirottamenti, è stata etichettata dai suoi detrattori come la "più temuta terrorista donna del mondo". Ha aiutato a pianificare il colpo del 1972 all'Aeroporto di Lod. Il tribunale di Tokyo l'ha condannata nel febbraio 2006 a 20 anni di prigione.
4. Yu Kikumura venne arrestato in possesso di esplosivi sull'autostrada del New Jersey e ha scontato 18 anni di prigione negli Stati Uniti.
5. Yoshimi Tanaka è stato condannato a 12 anni per il dirottamento finito in Corea del Nord ed è morto nel 2007
6. Yukiko Ekita, una dei primi attivisti dell'ARG, è stata arrestata nel marzo 1995 in Romania ed estradata in Giappone. È stata condannata a 20 anni per tentato omicidio e violazione della legge sulla detenzione di esplosivi in una serie di attentati dinamitardi aventi per obiettivo una serie di compagnie tra il 1974 e il 1975. Il suo processo iniziò nel 1975 ma fu sospeso per il suo rilascio nel 1977, in seguito a un patto del governo con l'ARG durante il dirottamento di un aereo di linea giapponese diretto in Bangladesh.
7. Kozo Okamoto era uno dei membri del commando che ha attaccato l'aeroporto israeliano di Lod, ora Ben Gurion International Airport, nel 1972 e in seguito al quale venne imprigionato in Israele. Venne liberato nel maggio 1985 grazie ad uno scambio di prigionieri tra palestinesi ed israeliani. Le autorità libanesi gli garantirono l'asilo politico nel 1999 vista la sua lotta contro Israele.
8. Masao Adachi, Kazuo Tohira, Haruo Wako e Mariko Yamamoto vennero imprigionati in Libano con l'accusa di falsificazione e spediti in Giordania. Quando le autorità giordane li rifiutarono, vennero consegnati al Giappone. Nel gennaio 2005 Yamamoto venne arrestato per aver rubato in un supermercato.
9. Junzō Okudaira, fu uno dei tre membri dell'Armata Rossa Giapponese (ARG) che attaccò l'Ambasciata francese all'Aja nel 1974 e fu la persona che fece detonare un'autobomba davanti ad un circolo USO nell'attentato di Napoli del 1988. Junzo Okudaira fu giudicato in contumacia negli Stati Uniti il 9 aprile 1993 per l'attentato di Napoli. Okudaira è anche uno dei sospettati nell'attentato del giugno 1987 con autobomba e mortaio contro l'ambasciata degli Stati Uniti a Roma. Okudaira non è mai stato catturato.

Il governo giapponese spera di ottenere prima o poi l'estradizione di numerosi altri membri dalla Corea del Nord, che ha garantito loro l'asilo politico. Questa richiesta è una delle molte ragioni che ostacolano l'allaccio di relazioni diplomatiche tra Pyongyang e Tokyo.

## Le attività
Durante gli anni '70 e '80 l'ARG ha compiuto numerose azioni in giro per il mondo tra cui:
- 31 marzo 1970: l'ARG dirotta un Boeing 727 della Japan Airlines che trasportava 129 persone all'aeroporto internazionale di Tokyo. Otto membri dell'Armata Rossa, che impugnavano delle katana e trasportavano bombe, costrinsero i piloti a volare verso Fukuoka e dopo all'Aeroporto Internazionale di Seul-Gimpo di Seul, dove liberarono tutti i passeggeri per poi dirigersi in Corea del Nord, dove abbandonarono il velivolo e liberarono i membri dell'equipaggio. Tanaka è uno dei nove membri accusati per l'azione ma l'unico dichiarato colpevole. Tre dei suoi complici morirono in Corea del Nord e gli altri cinque rimasero lì. Secondo l'Agenzia di polizia nazionale giapponese un altro complice potrebbe essere morto.
- 30 maggio 1972: massacro dell'Aeroporto di Lod: un attacco con un mitragliatore e granate ha provocato la morte di 26 persone, mentre un'altra ottantina rimasero ferite. Due dei tre attaccanti si uccisero con le granate. Secondo alcuni quest'azione ha comportato l'inizio degli attacchi suicidi dei Palestinesi.
- Luglio 1973: i membri dell'ARG guidarono i guerriglieri palestinesi del Fronte Popolare nel dirottamento di un aeroplano della Japan Airlines nei Paesi Bassi. I passeggeri e l'equipaggio vennero liberati in Libia, dove i dirottatori fecero esplodere il velivolo.
- Gennaio 1974: l'incidente di Laju: l'ARG attaccò un'installazione della Shell a Singapore e prese cinque ostaggi, in contemporanea con l'occupazione del Fronte Popolare dell'ambasciata Giapponese in Kuwait. Gli ostaggi vennero liberati dietro pagamento di un riscatto ed un passaggio sicuro nello Yemen meridionale su un aereo della Japan Airlines.
- 13 settembre 1974: l'ambasciata francese all'Aia venne presa d'assalto. L'ambasciatore ed altre 10 persone vennero prese in ostaggio ed una poliziotta olandese, Hanke Remmerswaal, venne colpita alla schiena, subendo la perforazione di un polmone. In seguito a lunghi negoziati ci fu il rilascio degli ostaggi in cambio del rilascio di Yatuka Furuya (membro dell'ARG imprigionato), di 300.000 dollari e dell'uso di un aeroplano, che portò i rapitori prima ad Aden, nello Yemen del Sud, dove non gli fu permesso di restare, poi in Siria. Visto che le autorità siriane non ritenevano un'azione rivoluzionaria il rapimento a scopo di riscatto, i membri dell'ARG furono costretti a consegnare il riscatto.
- Agosto 1975: l'ARG prese più di 50 ostaggi all'AIA building, che ospitava numerose ambasciate, a Kuala Lumpur, Malaysia. Tra gli ostaggi c'era il console statunitense ed un funzionario svedese. I rapitori ottennero il rilascio di cinque loro compagni e volarono con loro in Libia.
- Settembre 1977: l'ARG dirottò il volo 472 della Japan Airlines sui cieli dell'India e lo fece atterrare a Dacca, in Bangladesh. Il governo giapponese liberò sei membri del gruppo incarcerati e, a quanto si dice, pagò un riscatto di sei milioni di dollari.
- Dicembre 1977: un membro dell'ARG dirottò il volo 653 della Malaysia Airlines, che trasportava l'ambasciatore cubano a Tokyo, Mario García. In seguito il Boeing 737 precipitò uccidendo tutti i passeggeri, dopo che il dirottatore aveva ucciso entrambi i piloti prima di suicidarsi.
- Maggio 1986: l'ARG sparò colpi di mortaio alle ambasciate di giapponesi, canadesi e statunitensi a Giacarta, Indonesia.
- Giugno 1987: un attacco simile al precedente fu fatto a Roma verso l'ambasciata britannica e statunitense.
- Aprile 1988: l'ARG compì un attentato contro il club ricreativo dell'esercito statunitense a Napoli, uccidendo cinque persone.
- Nello stesso mese l'operativo Yu Kikumura venne arrestato in possesso di esplosivi sull'autostrada del New Jersey, forse collegati con il bombardamento dell'USO (un'organizzazione privata che si occupa del morale delle truppe statunitensi) di Napoli. Venne condannato per queste accuse e sta scontando una lunga pena negli Stati Uniti.
- L'ARG eseguì 17 attentati dinamitardi sui dei palazzi appartenenti a grandi compagnie, tra cui la Mitsui & Co. e la Taisei Corp, ferendo 20 persone. Otto persone furono uccise nel bombardamento del palazzo contenente l'ufficio principale della Mitsubishi Heavy Industries Ltd a Tokyo.